# Champions de France de natation en bassin de 50 m du 100 m nage libre
Cet article contient une liste des champions de France de natation en bassin de 50 m du 100 m nage libre ainsi que diverses informations associées.

## Liste
| Championnat | Lieu                                            | Athlète                                      | Naissance | Âge   | Club                                               | Temps            |
| ----------- | ----------------------------------------------- | -------------------------------------------- | --------- | ----- | -------------------------------------------------- | ---------------- |
| 1899        | Paris Les bains Deligny                         | Chalier                                      |           |       | Libellule de Paris                                 | 1 min 31 s       |
| 1900        | Paris Les bains Deligny                         | B. Ferret                                    |           |       | Libellule de Paris                                 | 1 min 23 s 8     |
| 1901        | Paris Les bains Deligny                         | Albert Cochu                                 |           |       | Union Française de Natation                        |                  |
| 1902        | Paris Les bains Deligny                         | Louis Gondin                                 |           |       | Libellule de Paris                                 | 1 min 20 s 8     |
| 1903        | Paris Les bains Deligny                         | Albert Cochu                                 |           |       | Paribas AC                                         | 1 min 22 s 2     |
| 1904        | Ablon-sur-Seine                                 | Paul Vasseur                                 |           |       | Libellule de Paris                                 | 1 min 37 s 4     |
| 1905        | Paris Les bains Deligny                         | Paul Vasseur                                 |           |       | Libellule de Paris                                 | 1 min 23 s 4     |
| 1906        | Paris Les bains Deligny                         | Paul Vasseur                                 |           |       | Libellule de Paris                                 | 1 min 15 s       |
| 1907        | Choisy-le-Roi                                   | Gérard Meister                               |           |       | Libellule de Paris                                 | 1 min 20 s       |
| 1908        |                                                 | Gérard Meister                               |           |       | Libellule de Paris                                 | 1 min 28 s       |
| 1909        |                                                 | Gérard Meister                               |           |       | Libellule de Paris                                 | 1 min 17 s 8     |
| 1910        |                                                 | Gérard Meister                               |           |       | Libellule de Paris                                 | 1 min 17 s       |
| 1911        |                                                 | Georges Rigal                                | 1890      | 21    | Libellule de Paris                                 | 1 min 15 s 6     |
| 1912        |                                                 | Gérard Meister                               |           |       | Libellule de Paris                                 | 1 min 14 s 4     |
| 1913        |                                                 | Gérard Meister                               |           |       | Libellule de Paris                                 | 1 min 14 s       |
| 1914        | non disputé                                     |                                              |           |       |                                                    |                  |
| 1915        | Paris Les bains Deligny                         | Paul Vasseur                                 |           |       | Libellule de Paris                                 | 1 min 15 s       |
| 1916        | Paris Les bains Deligny                         | Marcel Pernot                                |           |       | Libellule de Paris                                 | 1 min 19 s       |
| 1917        | Paris Les bains Deligny                         | Raoul Seghers                                |           |       | Libellule de Paris                                 | 1 min 19 s       |
| 1918        | Paris Les bains Deligny                         | Marcel Pernot                                |           |       | Libellule de Paris                                 | 1 min 17 s       |
| 1919        | Tourcoing                                       | Georges Pouilley                             |           |       | Club des Nageurs de Paris                          | 1 min 15 s       |
| 1920        | Paris La Villette, Bassin Niclausse             | Georges Pouilley                             |           |       | Club des Nageurs de Paris                          | 1 min 10 s 4     |
| 1921        | Strasbourg                                      | Henri Padou                                  | 1898      | 23    | Enfants de Neptune de Tourcoing                    | 1 min 08 s       |
| 1922        | Tourcoing                                       | Henri Padou                                  | 1898      | 24    | Enfants de Neptune de Tourcoing                    | 1 min 07 s 2     |
| 1923        | Arras                                           | Henri Padou                                  | 1898      | 25    | Enfants de Neptune de Tourcoing                    | 1 min 08 s 2     |
| 1924        | non disputé                                     |                                              |           |       |                                                    |                  |
| 1925        | Paris Les tourelles                             | Henri Padou                                  | 1898      | 27    | Enfants de Neptune de Tourcoing                    | 1 min 05 s 6     |
| 1926        | Paris Les tourelles                             | Édouard Vanzeveren                           |           |       | Enfants de Neptune de Tourcoing                    | 1 min 06 s 2     |
| 1927        | Paris Les tourelles                             | Henri Padou                                  | 1898      | 29    | Enfants de Neptune de Tourcoing                    | 1 min 07 s 2     |
| 1928        | Paris Les tourelles                             | Gustave Klein                                |           |       | AS Strasbourg                                      | 1 min 04 s 6 RF= |
| 1929        | Paris Les tourelles                             | Jean Taris                                   | 1909      | 20    | SCUF                                               | 1 min 02 s 8     |
| 1930        | Paris Les tourelles                             | Jean Taris                                   | 1909      | 21    | SCUF                                               | 1 min 01 s 4     |
| 1931        | Paris Les tourelles                             | Jean Taris                                   | 1909      | 22    | individuel                                         | 1 min 03 s 4     |
| 1932        | Marseille Chevalier Roze Sport (25 m)           | Jean Taris                                   | 1909      | 23    | individuel                                         | 1 min 00 s 6     |
| 1933        | Paris Les tourelles                             | Jean Taris                                   | 1909      | 24    | Club des Nageurs de Paris                          | 1 min 01 s 8     |
| 1934        | Paris Les tourelles                             | Jean Taris                                   | 1909      | 25    | Club des Nageurs de Paris                          | 1 min 02 s       |
| 1935        | Bordeaux                                        | Alfred Nakache                               | 1915      | 20    | Racing Club de France                              | 1 min 02 s 2     |
| 1936        | Paris Les tourelles                             | Alfred Nakache                               | 1915      | 21    | Racing Club de France                              | 1 min 02 s       |
| 1937        | Paris Les tourelles                             | Alfred Nakache                               | 1915      | 22    | Club des Nageurs de Paris                          | 1 min 02 s       |
| 1938        | Paris Les tourelles                             | Alfred Nakache                               | 1915      | 23    | Club des Nageurs de Paris                          | 1 min 01 s       |
| 1939        | Paris Les tourelles                             | Christian Talli                              |           |       | Dauphins du TOEC                                   | 1 min 02 s       |
| 1940        | non disputé                                     |                                              |           |       |                                                    |                  |
| 1941        | Toulouse                                        | Alfred Nakache                               | 1915      | 26    | Dauphins du TOEC                                   | 1 min 01 s 7     |
| 1942        | Villeurbanne                                    | Alfred Nakache                               | 1915      | 27    | Dauphins du TOEC                                   | 1 min 01 s 8     |
| 1943        | Toulouse Paris Les tourelles                    | Tony Hatot                                   |           |       | Racing Club de France                              | 1 min 01 s 9     |
| 1944        | Paris Les tourelles Tourcoing Toulouse Bordeaux | Claude Desusclade                            |           |       | Dauphins du TOEC                                   | 1 min 02 s 8     |
| 1945        | Paris Les tourelles                             | Alex Jany                                    | 1929      | 16    | Dauphins du TOEC                                   | 59 s 4           |
| 1946        | Paris Les tourelles                             | Alex Jany                                    | 1929      | 17    | Dauphins du TOEC                                   | 57 s 5           |
| 1947        | Paris Les tourelles                             | Alex Jany                                    | 1929      | 18    | Dauphins du TOEC                                   | 58 s 5           |
| 1948        | Paris Les tourelles                             | Alex Jany                                    | 1929      | 19    | Dauphins du TOEC                                   | 58 s 2           |
| 1949        | Paris Les tourelles                             | Alex Jany                                    | 1929      | 20    | Dauphins du TOEC                                   | 57 s 8           |
| 1950        | Paris Les tourelles                             | Alex Jany                                    | 1929      | 21    | Dauphins du TOEC                                   | 58 s 7           |
| 1951        | Bordeaux                                        | Alex Jany                                    | 1929      | 22    | CRS Marseille                                      | 58 s 8           |
| 1952        | Paris Les tourelles                             | Alex Jany                                    | 1929      | 23    | CRS Marseille                                      | 58 s 5           |
| 1953        | Dijon                                           | Aldo Eminente                                |           |       | Racing Club de France                              | 59 s             |
| 1954        | Paris Les tourelles                             | Aldo Eminente                                |           |       | Racing Club de France                              | 58 s 6           |
| 1955        | Bellerive-sur-Allier                            | Aldo Eminente                                |           |       | Racing Club de France                              | 57 s 9           |
| 1956        | Paris Georges Vallerey                          | Aldo Eminente                                |           |       | Racing Club de France                              | 58 s 6           |
| 1957        | Paris Georges Vallerey                          | Aldo Eminente                                |           |       | Racing Club de France                              | 58 s             |
| 1958        | Paris Georges Vallerey                          | Aldo Eminente                                |           |       | Racing Club de France                              | 57 s 9           |
| 1959        | Alger                                           | Michel Treillet                              |           |       | Racing Club de France                              | 57 s 4           |
| 1960        | Paris Georges Vallerey                          | Robert Christophe                            |           |       | Cercle des nageurs de Marseille                    | 57 s 6           |
| 1961 hiver  | Paris Piscine de Pontoise (33,33m)              | Gérard Gropaiz                               |           |       | Racing Club de France                              | 58 s 9           |
| 1961 été    | Paris Georges Vallerey                          | Gérard Gropaiz                               |           |       | Racing Club de France                              | 57 s 2           |
| 1962 hiver  | Nancy                                           | Gérard Gropaiz                               |           |       | Racing Club de France                              | 58 s             |
| 1962 été    | Paris Georges Vallerey                          | Alain Gottvallès                             | 1942      | 20    | Racing Club de France                              | 55 s 6 RF        |
| 1963 hiver  | Marseille Piscine Vallier (25 m)                | non disputé                                  |           |       |                                                    |                  |
| 1963 été    | Paris Georges Vallerey                          | Alain Gottvallès                             | 1942      | 21    | Racing Club de France                              | 56 s 1           |
| 1964 hiver  | Marseille Piscine Vallier (25 m)                | non disputé                                  |           |       |                                                    |                  |
| 1964 été    | Paris Georges Vallerey                          | Alain Gottvallès                             | 1942      | 22    | Racing Club de France                              | 54 s 3 RF        |
| 1965 hiver  | Marseille Piscine Vallier (25 m)                | non disputé                                  |           |       |                                                    |                  |
| 1965 été    | Paris Georges Vallerey                          | Francis Luyce                                |           |       | Dunkerque Natation                                 | 56 s 6           |
| 1966 hiver  | Le Mans (25 m)                                  | Bernard Gruener                              |           |       | Girondins de Bordeaux                              | 54 s 5           |
| 1966 été    | Paris Georges Vallerey                          | Bernard Gruener                              |           |       | Girondins de Bordeaux                              | 55 s 8           |
| 1967 hiver  | Caen (25 m)                                     | Michel Rousseau                              | 1949      | 18    | ASPTT Paris                                        | 54 s 0           |
| 1967 été    | Paris Georges Vallerey                          | Michel Rousseau                              | 1949      | 18    | ASPTT Paris                                        | 54 s 3           |
| 1968 hiver  | Montreuil                                       | Michel Rousseau                              | 1949      | 19    | ASPTT Paris                                        | 53 s 9           |
| 1968 été    | Paris Georges Vallerey                          | Michel Rousseau                              | 1949      | 19    | ASPTT Paris                                        | 54 s 4           |
| 1969 hiver  | Toulouse                                        | Gilles Vigne                                 |           |       | ASPTT Paris                                        | 55 s 4           |
| 1969 été    | Paris Georges Vallerey                          | Gilles Vigne                                 |           |       | ASPTT Paris                                        | 54 s 6           |
| 1970 hiver  | Aix-en-Provence                                 | Michel Rousseau                              | 1949      | 19    | ASPTT Paris                                        | 53 s 0           |
| 1970 été    | Paris Georges Vallerey                          | Michel Rousseau                              | 1949      | 21    | ASPTT Paris                                        | 53 s 4           |
| 1971 hiver  | Montreuil                                       | Gilles Vigne                                 |           |       | ASPTT Paris                                        | 54 s 8           |
| 1971 été    | Paris Georges Vallerey                          | Michel Rousseau                              | 1949      | 22    | ASPTT Paris                                        | 52 s 7 RE        |
| 1972 hiver  | Rouen (25 m)                                    | Michel Rousseau                              | 1949      | 23    | ASPTT Paris                                        | 51 s 7           |
| 1972 été    | Vittel                                          | Michel Rousseau                              | 1949      | 23    | ASPTT Paris                                        | 52 s 6 RE        |
| 1973 hiver  | Paris Georges Hermant                           | Michel Rousseau                              | 1949      | 24    | ASPTT Paris                                        | 53 s 20          |
| 1973 été    | Vittel                                          | Michel Rousseau                              | 1949      | 24    | ASPTT Paris                                        | 52 s 80          |
| 1974 hiver  | Bordeaux                                        | Michel Rousseau                              | 1949      | 25    | R Nogent                                           | 52 s 78          |
| 1974 été    | Paris Georges Vallerey                          | Michel Rousseau                              | 1949      | 25    | R Nogent                                           | 52 s 61          |
| 1975 hiver  | Troyes                                          | Michel Rousseau                              | 1949      | 26    | R Nogent                                           | 53 s 45          |
| 1975 été    | Paris Georges Vallerey                          | Michel Rousseau                              | 1949      | 26    | R Nogent                                           | 53 s 20          |
| 1976 hiver  | Tarbes                                          | Michel Rousseau                              | 1949      | 27    | Cercle des nageurs d'Antibes                       | 53 s 08          |
| 1976 été    | Paris Georges Vallerey                          | René Ecuyer                                  |           |       | CN Nice                                            | 53 s 58          |
| 1977 hiver  | Rennes                                          | René Ecuyer                                  |           |       | CN Nice                                            | 53 s 49          |
| 1977 été    | Paris Georges Vallerey                          | René Ecuyer                                  |           |       | CN Nice                                            | 52 s 43          |
| 1978 hiver  | Lille                                           | Pierre Andraca                               |           |       | Cercle des nageurs d'Antibes                       | 53 s 30          |
| 1978 été    | Laval                                           | Fabien Noël                                  |           |       | Dunkerque Natation                                 | 53 s 45          |
| 1979 hiver  | Nanterre                                        | René Ecuyer                                  |           |       | Cercle des nageurs d'Antibes                       | 52 s 70          |
| 1979 été    | Mulhouse                                        | René Ecuyer                                  |           |       | CN Nice                                            | 52 s 40          |
| 1980 hiver  | Bordeaux                                        | René Ecuyer                                  |           |       | Cercle des nageurs d'Antibes                       | 51 s 96          |
| 1980 été    | Brive-la-Gaillarde                              | Ivan Boutteville                             |           |       | Lille Université Club                              | 52 s 63          |
| 1981 hiver  | La Rochelle                                     | Ivan Boutteville                             |           |       | Racing Club de France                              | 51 s 85          |
| 1981 été    | Dunkerque                                       | Ivan Boutteville                             |           |       | Racing Club de France                              | 52 s 75          |
| 1982 hiver  | Toulouse                                        | Dominique Petit                              |           |       | Cercle des nageurs d'Antibes                       | 52 s 91          |
| 1982 été    | Megève                                          | Fabien Noël                                  |           |       | Dauphins de Créteil                                | 52 s 96          |
| 1983 hiver  | Tours                                           | Stéphan Caron                                | 1966      | 17    | Club des Vikings de Rouen                          | 53 s 01          |
| 1983 été    | Bordeaux                                        | Stéphan Caron                                | 1966      | 17    | Club des Vikings de Rouen                          | 52 s 14          |
| 1984 hiver  | Strasbourg                                      | Stéphan Caron                                | 1966      | 18    | Club des Vikings de Rouen                          | 50 s 84 RF       |
| 1984 été    | Paris Georges Vallerey                          | Stéphan Caron                                | 1966      | 18    | Club des Vikings de Rouen                          | 51 s 23          |
| 1985 hiver  | Aix-en-Provence                                 | Stéphan Caron                                | 1966      | 19    | Club des Vikings de Rouen                          | 51 s 65          |
| 1985 été    | Dunkerque                                       | Dominique Bataille                           |           |       | Cercle des nageurs de Marseille                    | 52 s 36          |
| 1986 hiver  | Rennes                                          | Stéphan Caron                                | 1966      | 20    | Club des Vikings de Rouen                          | 51 s 11          |
| 1986 été    | Millau                                          | Stéphan Caron                                | 1966      | 20    | Club des Vikings de Rouen                          | 51 s 24          |
| 1987 hiver  | Mulhouse                                        | Stéphan Caron                                | 1966      | 21    | Club des Vikings de Rouen                          | 50 s 29          |
| 1987 été    | Strasbourg                                      | Stéphan Caron                                | 1966      | 21    | Club des Vikings de Rouen                          | 51 s 63          |
| 1988 hiver  | Vittel                                          | Stéphan Caron                                | 1966      | 22    | Club des Vikings de Rouen                          | 49 s 93          |
| 1988 été    | Dunkerque                                       | Stéphan Caron                                | 1966      | 22    | Club des Vikings de Rouen                          | 50 s 09          |
| 1989 hiver  | Forbach                                         | Stéphan Caron                                | 1966      | 23    | Racing Club de France                              | 50 s 50          |
| 1989 été    | Paris Georges Vallerey                          | Stéphan Caron                                | 1966      | 23    | Racing Club de France                              | 50 s 90          |
| 1990 hiver  | La Rochelle                                     | Christophe Kalfayan                          | 1969      | 21    | Cercle des nageurs d'Antibes                       | 50 s 48          |
| 1990 été    | Narbonne                                        | Stéphan Caron                                | 1966      | 24    | Racing Club de France                              | 50 s 48          |
| 1991 hiver  | Saint-Étienne                                   | Stéphan Caron                                | 1966      | 25    | Racing Club de France                              | 50 s 45          |
| 1991 été    | Millau                                          | Stéphan Caron                                | 1966      | 25    | Racing Club de France                              | 50 s 18          |
| 1992 hiver  | Dunkerque                                       | Stéphan Caron                                | 1966      | 26    | Racing Club de France                              | 49 s 87          |
| 1992 été    | Mennecy                                         | Jean-Noël Fourmy                             |           |       | Dauphins de Créteil                                | 52 s 71          |
| 1993 hiver  | Mennecy                                         | Christophe Kalfayan                          | 1969      | 24    | Cercle des nageurs d'Antibes                       | 50 s 32          |
| 1993 été    | Paris Georges Vallerey                          | Romain Barnier                               | 1976      | 17    | Cercle des nageurs d'Antibes                       | 51 s 87          |
| 1994 hiver  | Lille                                           | Christophe Kalfayan                          | 1969      | 25    | Cercle des nageurs d'Antibes                       | 50 s 29          |
| 1994 été    | Aix-les-Bains                                   | Frédéric Lefèvre                             |           |       | Stade Poitevin Natation                            | 50 s 84          |
| 1995 hiver  | Mennecy                                         | Nicolas Gruson                               |           |       | Cercle des nageurs de Cannes                       | 50 s 73          |
| 1995 été    | Canet-en-Roussillon                             | Christophe Kalfayan                          | 1969      | 25    | Cercle des nageurs d'Antibes                       | 51 s 07          |
| 1996 hiver  | Dunkerque                                       | Ludovic Depickère                            |           |       | Dauphins de Wattrelos                              | 50 s 71          |
| 1996 été    | Montpellier                                     | Romain Barnier                               | 1976      | 20    | Cercle des nageurs d'Antibes                       | 51 s 35          |
| 1997        | Mennecy                                         | Pierrick Chavatte                            |           |       | US Saint-André                                     | 51 s 30          |
| 1998        | Amiens                                          | Julien Sicot                                 | 1978      | 20    | Marsouins Schœlcher                                | 51 s 28          |
| 1999        | Dunkerque                                       | Romain Barnier                               | 1976      | 23    | Cercle des nageurs d'Antibes                       | 51 s 66          |
| 2000        | Rennes                                          | Romain Barnier                               | 1976      | 24    | Cercle des nageurs d'Antibes                       | 49 s 21          |
| 2001        | Chamalières                                     | Pieter van den Hoogenband Romain Barnier     | 1978 1976 | 23 25 | Pays-Bas Cercle des nageurs d'Antibes              | 49 s 56 50 s 03  |
| 2002        | Chalon-sur-Saône                                | Salim Iles Romain Barnier                    | 1975 1976 | 27 26 | Racing Club de France Cercle des nageurs d'Antibes | 49 s 00 49 s 70  |
| 2003        | Saint-Étienne                                   | Pieter van den Hoogenband Frédérick Bousquet | 1978 1981 | 25 22 | Pays-Bas CS Clichy 92                              | 48 s 96 49 s 36  |
| 2004        | Dunkerque                                       | Frédérick Bousquet                           | 1981      | 23    | CS Clichy 92                                       | 49 s 39          |
| 2005        | Nancy                                           | Frédérick Bousquet                           | 1981      | 24    | CS Clichy 92                                       | 49 s 06 RF       |
| 2006        | Tours                                           | Amaury Leveaux                               | 1985      | 21    | Mulhouse Olympic Natation                          | 49 s 18          |
| 2007        | Saint-Raphaël                                   | Alain Bernard                                | 1983      | 24    | Cercle des nageurs d'Antibes                       | 48 s 12 RF       |
| 2008        | Dunkerque                                       | Alain Bernard                                | 1983      | 25    | Cercle des nageurs d'Antibes                       | 47 s 82          |
| 2009        | Montpellier                                     | Frédérick Bousquet                           | 1981      | 28    | Cercle des nageurs de Marseille                    | 47 s 15          |
| 2010        | Saint-Raphaël                                   | Fabien Gilot                                 | 1984      | 26    | Cercle des nageurs de Marseille                    | 48 s 52          |
| 2011        | Strasbourg                                      | Fabien Gilot                                 | 1984      | 27    | Cercle des nageurs de Marseille                    | 48 s 34          |
| 2012        | Dunkerque                                       | Yannick Agnel                                | 1992      | 20    | Olympic Nice Natation                              | 48 s 02          |
| 2013        | Rennes                                          | William Meynard                              | 1987      | 26    | Cercle des nageurs de Marseille                    | 48 s 53          |
| 2014        | Chartres                                        | Florent Manaudou                             | 1990      | 24    | Cercle des nageurs de Marseille                    | 48 s 69          |
| 2015        | Limoges                                         | Jérémy Stravius                              | 1988      | 27    | Amiens Métropole Natation                          | 48 s 50          |
| 2016        | Montpellier                                     | Jérémy Stravius                              | 1988      | 28    | Amiens Métropole Natation                          | 47 s 97          |
| 2017        | Strasbourg                                      | Mehdy Metella                                | 1992      | 25    | Cercle des nageurs de Marseille                    | 48 s 23          |
| 2018        | Saint-Raphaël                                   | Mehdy Metella                                | 1992      | 26    | Cercle des nageurs de Marseille                    | 48 s 43          |
| 2019        | Rennes                                          | Mehdy Metella                                | 1992      | 27    | Cercle des nageurs de Marseille                    | 48 s 27          |
| 2020        | Saint-Raphaël                                   | Maxime Grousset                              | 1999      | 21    | [[]]                                               | 48 s 65          |
| 2021        | Chartres                                        | Maxime Grousset                              | 1999      | 22    | [[]]                                               | 47 s 89          |
| 2021 Hiver  | Montpellier                                     | Maxime Grousset                              | 1999      | 22    | [[]]                                               | 48 s 45          |
| 2022        | Limoges                                         | Maxime Grousset                              | 1999      | 23    | [[]]                                               | 48 s 03          |
| 2023        | Rennes                                          | Maxime Grousset                              | 1999      | 24    | [[]]                                               | 47 s 62          |